# جنگل شمالی کانادا

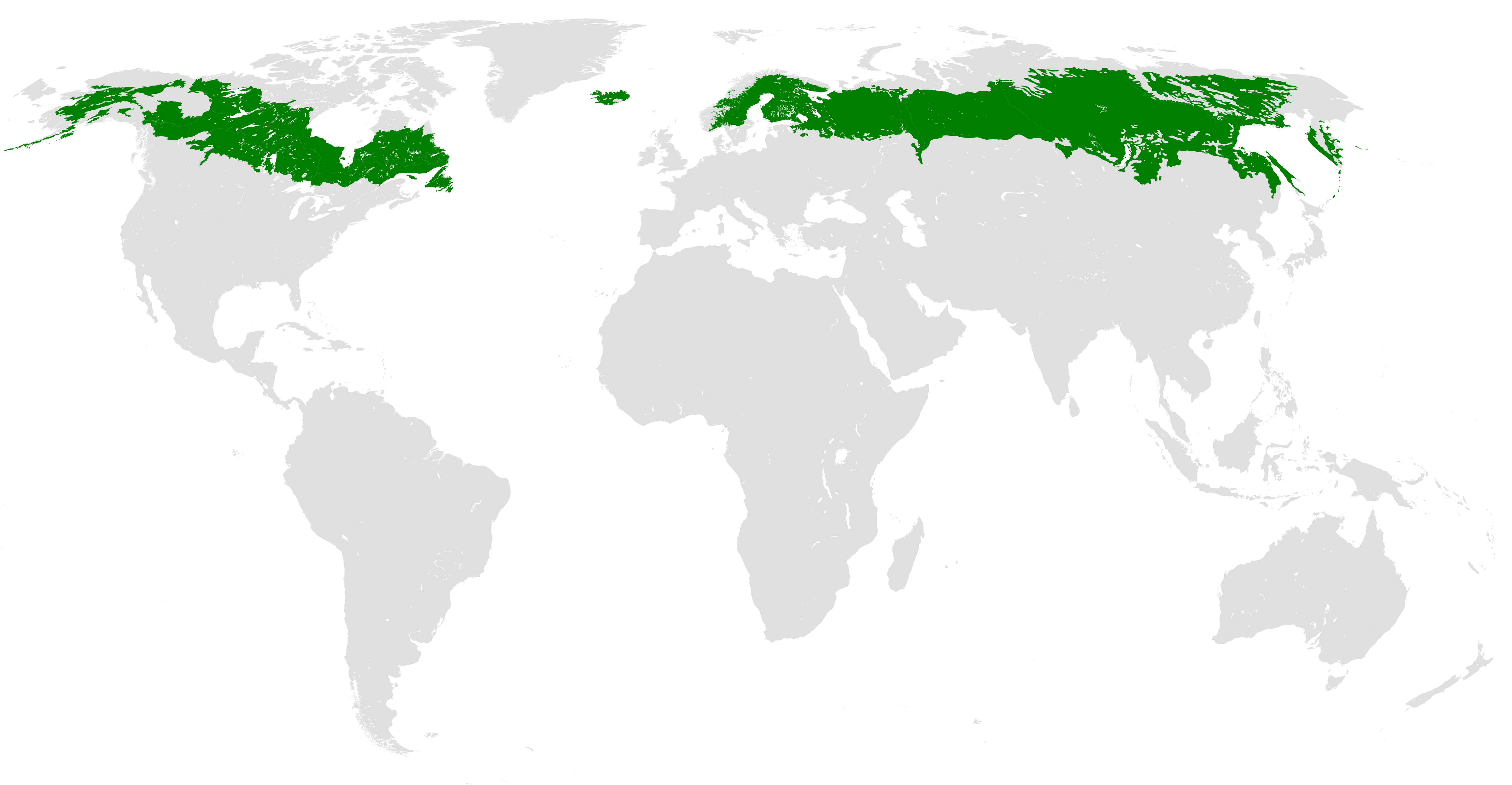
جنگل‌های شمالی در بخش‌های جنوبی‌تر منطقه تایگا که در سراسر بخش‌های شمالی جهان گسترده‌است، یافت می‌شوند.

جنگل شمالی کانادا منطقه گسترده‌ای است که حدود یک سوم از جنگل‌های شمالی را دربر می‌گیرد که در نیمکره شمالی زمین حلقه می‌زند، عمدتاً در شمال مدار ۵۰ شمالی رویش دارند. سایر کشورهای دارای جنگل‌های شمالی شامل روسیه است که اکثریت را در خود جای داده‌است، ایالات متحده در شمالی‌ترین ایالت یعنی آلاسکا و کشورهای اسکاندیناوی یا شمال اروپا (به عنوان مثال سوئد، فنلاند، نروژ و مناطق کوچکی از اسکاتلند) نیز دارای این نوع زیستگاه هستند. در اروپا، کل جنگل شمالی به عنوان تایگا نامیده می‌شود، نه فقط حاشیه شمالی که در نزدیکی دارمرز نازک دیده می‌شود. منطقه شمالی در کانادا تقریباً ۶۰ درصد از مساحت این کشور را پوشش می‌دهد. منطقه شمالی کانادا از شرق‌ترین بخش استان نیوفاندلند و لابرادور تا مرز بین شمال یوکان و آلاسکا را دربر می‌گیرد. این منطقه تحت سلطه جنگل‌های مخروطی، به ویژه صنوبر، به‌طور پراکنده با تالاب‌های پهناور، عمدتاً خلاش‌ها و پوداب‌ها است. منطقه شمالی کانادا شامل هشت اکوزون است. در حالی که تنوع زیستی این مناطق متفاوت است، هر اکوزون دارای گیاهان و جانوران بومی مشخصی است.